# バルブ・カタルジュ
バルブ・カタルジュ（Barbu Catargiu、1807年10月26日 – 1862年6月20日（ユリウス暦 6月8日）) は、ルーマニアの政治家、ジャーナリスト。ルーマニア公国初代首相であり、ルーマニア史上初の首相でもある、1862年6月20日に暗殺されるまで在任した。政治信条は保守的で、ボヤールによる大土地所有を強く擁護した。
姓はカタルジウとも表記される。